# Czesław Dębicki

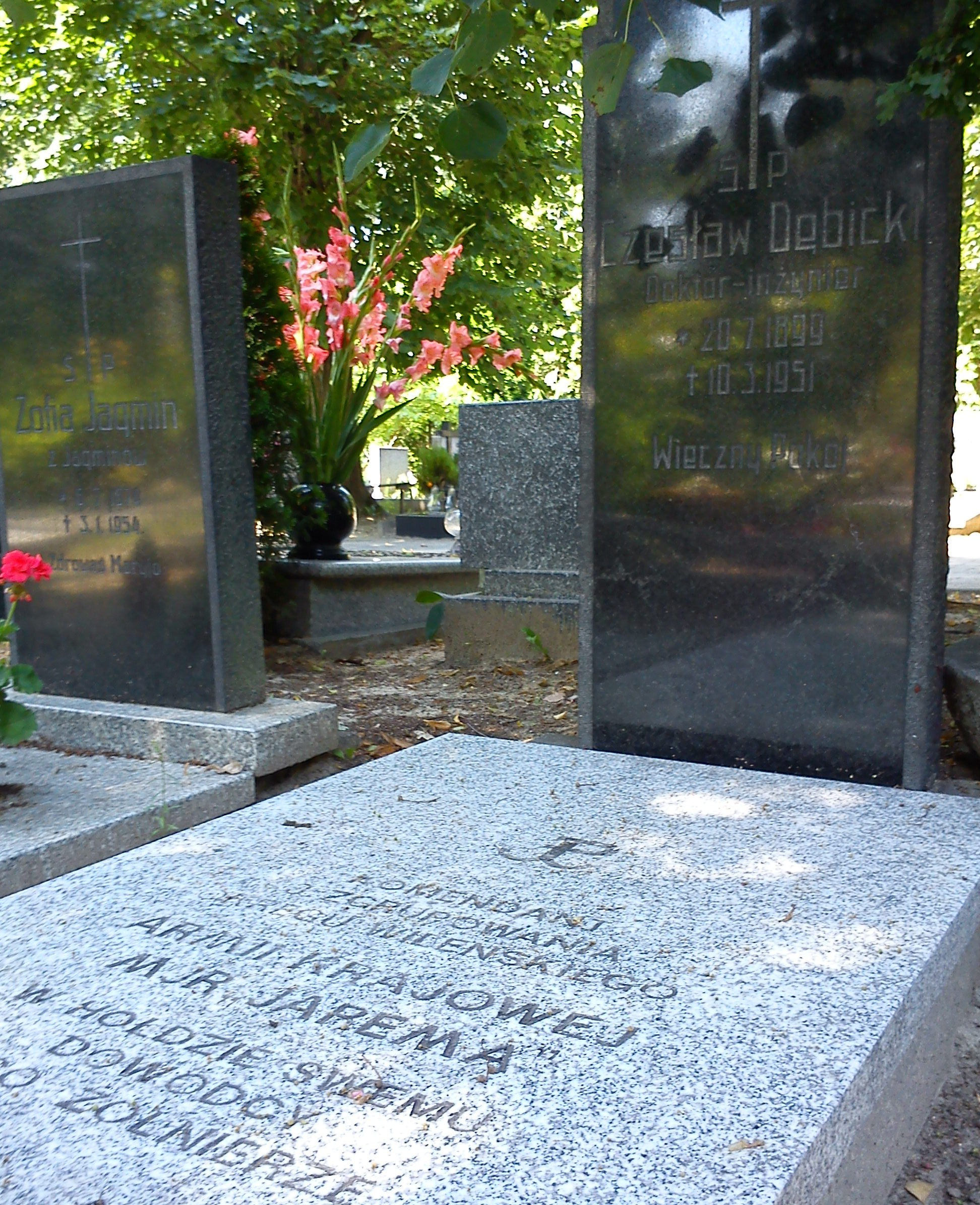
Cmentarz parafialny św. Jana Vianneya w Poznaniu – grób Czesława Dębickiego

Czesław Dębicki ps. Jarema (ur. 2 sierpnia 1899 w Iwaszkowcach, zm. 10 marca 1951 w Poznaniu) – polski ziemianin, działacz rolniczy, polityk, poseł na Sejm w II RP, członek Rady Głównej Centralnego Towarzystwa Organizacji i Kółek Rolniczych od 1934 roku, prezes Wojewódzkiego Towarzystwa Organizacji i Kółek Rolniczych w Nowogródku, kawaler Orderu Virtuti Militari.

## Życiorys
Od 1911 roku uczył się w VII Gimnazjum Realnym w Warszawie, które w 1915 roku było ewakuowane do Odessy, gdzie zdał maturę. Studiował przez 3 semestry (w latach 1918–1920) nauki przyrodnicze na Wydziale Filozoficznym Uniwersytetu Warszawskiego, dokończył je na Wydziale Rolniczym SGGW w Warszawie (w latach 1921–1925), uzyskując tytuł inżyniera rolnika.
W okresie 1915–1917 prowadził tajne koła samokształceniowe w Odessie, na przełomie lat 1917–1918 został komendantem Drużyn Męskich Harcerskich w Odessie i Mohylowie. Od listopada 1918 roku walczył jako ochotnik w Batalionie Harcerskim WP w Warszawie, od maja 1919 roku służył w eskorcie Naczelnego Wodza, od czerwca 1918 roku awansował na podchorążego 3. pułku artylerii ciężkiej (po bitwie pod Olszanicą 1 czerwca 1920 roku otrzymał nominację na podporucznika „za dokonanie wybitnych czynów na polu walki”), od grudnia 1920 roku walczył jako oficer 1 pułku artylerii ciężkiej w Modlinie.
Został bezterminowo urlopowany w styczniu 1921 roku i osiedlił się (w ramach osadnictwa wojskowego) w Dubinie koło Wołożyna (45 ha), od 1922 roku prowadził folwark Siedliszcze koło Lidy. Był członkiem Rady Gminnej w Zabrzeziu, Rady Powiatowej i Wydziału Powiatowego w Wołożynie, prezesem Powiatowego Towarzystwa Organizacji i Kółek Rolniczych (TOiKR) w Wołożynie. W latach 30. był prezesem Wojewódzkiego TOiKR w Nowogródku i Wilnie, członkiem Rady Głównej Centralnego TOiKR, radcą wileńskiej Izby Rolniczej, członkiem rady Związku Spółek Rolniczych w Warszawie. W 1937 roku był prezesem Rady Okręgowej Związku Spółdzielni Rolniczych i Zarobkowo-Gospodarczych RP w Wilnie. Pracował w stacji lniarsko-konopnej w Siedliszczach, w latach 1927–1930 obejmował funkcję wiceprezesa Towarzystwa Lniarskiego w Wilnie, od 1930 roku organizował zakłady lniarskie w Bezdanach i Łazdunach, w okresie 1932–1939 pracował jako kierownik produkcji i dyrektor Zakładów Przemysłu Lniarskiego „Wilenka” w Nowej Wilejce.
W czasie wyborów do Sejmu w 1935 roku został wybrany 51 495 głosami z listy państwowej w okręgu nr 50 obejmującego powiaty: lidzki i wołożyński. W kadencji tej pracował w komisji budżetowej (w której był zastępcą członka) i przemysłowo-handlowej, w marcu 1938 roku został powołany do specjalnej komisji ds. oddłużenia rolnictwa, a w czerwcu 1938 roku – do specjalnej komisji ds. aprowizacji.
Został również zgłoszony do wyborów w 1938 roku, został jednak 18 października 1938 roku skreślony z listy kandydatów, ponieważ jego oświadczenie wyrażające zgodę na kandydowanie do Sejmu zostało pomyłkowo wysłane do Komisarza Wyborczego w Lidzie, zamiast do przewodniczącego Okręgowej Komisji Wyborczej (złożył protest, który odrzucono).
W czasie II wojny światowej od jesieni 1939 roku działał w konspiracji, początkowo w Okręgu ZWZ-AK Nowogródek, od 1943 roku był komendantem Inspektoratu F Okręgu Wilno j Okręgu Wilno AK, w 1944 roku był dowódcą III Zgrupowania Oszmiańskiego (w stopniu majora), m.in. w operacji „Ostra Brama”. Został aresztowany przez NKWD 25 sierpnia 1944 roku w okolicach Ejszyszek i osadzony w miejscowym areszcie, został rozpoznany i przewieziony do więzienia na Łukiszkach w Wilnie, następnie do więzienia NKWD przy ul. Ofiarnej. Zwolniono go 27 lutego 1945 roku z listem od płk. Aleksandra Krzyżanowskiego „Wilka” do „Kierownictwa Walki Podziemnej Wileńskiego i Nowogródzkiego Okręgów” z zadaniem (zakończonej klęską) legalizacji oddziałów leśnych AK. Zagrożony aresztowaniem po odmowie współpracy ze Związkiem Patriotów Polskich, latem 1945 roku opuścił Wilno i zamieszkał w Warszawie. Na początku 1946 roku przeprowadził się do Wałbrzycha, gdzie podjął pracę jako naczelny dyrektor Zjednoczenia Roszarń Lnu i Konopi. W 1948 roku przeniósł się do Poznania i pracował jako kierownik działu w Lniarsko-Konopnej Centralnej Stacji Doświadczalnej na Sołaczu (obecnie Instytut Włókien Naturalnych). W 1948 roku był na krótko aresztowany. W latach 1945–1948 należał do Związku Zawodowego Włókniarzy w Głuszycach, w okresie 1949–1951 był członkiem Związku Zawodowego Nauczycielstwa Polskiego w Poznaniu.
W 1950 roku obronił doktorat na Wydziale Rolniczo-Leśnym Uniwersytetu Poznańskiego.
Zmarł nagle w niewyjaśnionych okolicznościach (według wersji oficjalnej przyczyną zgonu był wylew krwi do mózgu). Pochowany na cmentarzu św. Jana Vianneya w Poznaniu (kwatera św. Barbary-16-17).

## Ordery i odznaczenia
- Krzyż Srebrny Orderu Wojskowego Virtuti Militari (1921)
- Krzyż Niepodległości (19 grudnia 1933)[4]
- Order Odrodzenia Polski
- Krzyż Walecznych (czterokrotnie)
- Złoty Krzyż Zasługi (przed 1939)
- Srebrny Krzyż Zasługi (dwukrotnie: 15 kwietnia 1929[5], 1946[2])

## Życie prywatne
Był synem Hilarego i Jadwigi z domu Biskupskiej.
Ożenił się w 1925 roku z Haliną Niekraszewicz (ur. 1902), z którą miał dwie córki: Irenę (ur. 1926) i Annę (ur. 1931).
Pochowany na miejscowym cmentarzu parafii św. Jana Vianneya w Poznaniu.